# دراگوش کومان
دراگوش کومان (به انگلیسی: Dragoș Coman) (زادهٔ ۱۶ اکتبر ۱۹۸۰) شناگر اهل رومانی است.